# بنی مسوس
بنی مسوس (به عربی: بنی مسوس) یک شهرداری در الجزایر است که در استان الجزیره واقع شده‌است. بنی مسوس ۷٫۸۳ کیلومتر مربع مساحت و ۳۶٬۱۹۱ نفر جمعیت دارد.